# Antonio Gómez Cuervo
Antonio Gómez Cuervo fue un terrateniente, empresario destilador de «vino mezcal» –tequila–, político, coronel, y gobernador interino y posteriormente constitucional, de Jalisco.

## Biografía
Nació en el municipio de Tequila, el 17 de enero de 1820. Fue propietario de la Hacienda de San Martín de las Cañas, ubicada en la jurisdicción arriba mencionada, donde destiló «vino mezcal» (tequila), antes y después de ser gobernador de Jalisco. Desde 1858, en la hacienda citada, el futuro empresario tequilero Cenobio Sauza Madrigal aprendió a cultivar el agave y a aprovechar su jugo, para elaborar y destilar «vino mezcal».
Un hermano de Antonio, Jesús Gómez Cuervo, poseía minas en el séptimo cantón de Jalisco o territorio de Tepic (el actual estado de Nayarit), y en 1852, en Mineral de Motaje había conseguido trabajo el adolescente Ramón Corona Madrigal, futuro general de División y gobernador de Jalisco, y primo hermano de Cenobio. El entonces quinceañero Ramón Corona era huérfano de madre (María Dolores Madrigal Navarro) y su padre, Esteban Corona Sánchez, lo había abandonado.
En 1862, el terrateniente y militar José Antonio Gómez Cuervo fue ascendido al rango de coronel del Ejército Mexicano.

### Gobernador de Jalisco
Cuando aún había batallas entre las fuerzas armadas liberales juaristas, por un lado, y por el otro las francesas y las imperialistas conservadoras apoyadoras del archiduque austriaco Maximiliano de Habsburgo, el presidente Benito Juárez nombró al general de División Ramón Corona, comandante en jefe del Ejército de Occidente, y este, en agradecimiento a sus pasados protectores, el 16 de enero de 1867, designó gobernador interino y comandante militar de Jalisco a Antonio Gómez Cuervo, hermano de su exempleador Jesús Gómez Cuervo.
Cuando Gómez Cuervo todavía era gobernador interino, el Congreso del Estado de Jalisco convocó a elecciones para que los ciudadanos de Jalisco eligieran un gobernador constitucional. Los comicios se efectuaron el domingo 20 de octubre de 1867, y resultó elegido Antonio Gómez Cuervo, quien venció a Ignacio Luis Vallarta Ogazón, Aurelio Hermoso, y Gregorio Dávila. El Congreso estatal expidió el Decreto número 56, de 3 de diciembre de 1867, en el que ordenaba la toma de posesión de Gómez para el día 8 siguiente, como lo hizo.
El 2 de febrero de 1868, el gobernador constitucional Antonio Gómez Cuervo promulgó el Decreto número 61, expedido por la Legislatura jalisciense el 31 de enero de 1868, por el cual se puso en vigor la circular que dictó el gobierno federal de Juárez el 12 de marzo de 1861 estableciendo la pena de muerte a plagiarios, y el no acatamiento de la suspensión en el amparo promovido por cinco individuos acusados de secuestro y detenidos el 23 de febrero de 1868, que fueron decapitados por las autoridades del estado de Jalisco en la Plaza de Armas de Guadalajara. Gómez Cuervo fue acusado por el Congreso local de desacato, y el gobernador nombró defensor al jurista Alfonso Lancaster-Jones. El mandatario estatal fue encontrado culpable por abuso de autoridad e infracción a la Constitución y a la ley federal, y se le separó del cargo el 17 de mayo de 1868.
El 25 de marzo de 1868, el gobernador del estado Antonio Gómez Cuervo había expedido la nueva Ley Estatal de la Enseñanza Pública, la cual reorganizaba el ramo de la educación estatal. Se  establecieron y clasificaron las materias y disciplinas que serían impartidas en las instituciones educativas del estado, desde el nivel elemental hasta los estudios superiores.
El 29 de mayo de 1869, el gobernador Gómez Cuervo expidió la Ley del Magisterio, que reglamenta la contratación de los mentores y los clasificó para ese efecto en tres órdenes y niveles, para los cuales estableció diferentes grados de preparación. El mandatario jalisciense pretendía que el magisterio se superara, y así elevara la calidad de la educación.
El 25 de mayo de 1870, el Congreso de Jalisco conoce de una acusación de malversación de fondos contra el gobernador, a la que da trámite, pero el mandatario revira al promulgar, el 7 de junio del mismo año, un decreto en el que desconoce la legitimidad de la Legislatura.
Del 12 de junio de 1870 al 28 de febrero de 1871 se dio el caso de que Jalisco tuvo dos gobernadores simultáneamente: Antonio Gómez Cuervo fungía desde Palacio de Gobierno, y Aurelio Hermoso, gobernador sustituto, despachaba en su casa habitación sin otra fuerza que la moral de su investidura.
Durante su accidentado mandato, Gómez Cuervo inauguró el servicio de telégrafo entre las ciudades de Guadalajara, León, y Guanajuato. Prohibió que las iglesias colectaran limosnas, y a escala local puso en vigor el decreto federal de 1859 que señalaba que los panteones serían administrados por autoridades civiles.

## Deceso
El coronel, exgobernador de Jalisco y empresario tequilero Antonio Gómez Cuervo falleció en su natal Tequila, el 1 de agosto de 1884, a la edad de 64 años.

## Homenajes
En su honor, una calle corta de Guadalajara, de oriente a poniente, lleva el nombre «Gómez Cuervo». Comienza en la calle General Salazar, y tres cuadras hacia el poniente termina en la Calzada Independencia Norte, frente al Parque Morelos, la antigua Alameda. Asimismo, una calle de dos cuadras, empedrada, ostenta el nombre «Antonio Gómez Cuervo», seis cuadras al norte de la Avenida Río Nilo, en la Colonia Lomas de la Soledad, en el municipio de Tonalá, Jalisco.